# Vincentita
La vincentita és un mineral de la classe dels sulfurs. Va rebre el seu nom l'any 1974 per Eugen Friedrich Stumpfl i M. Tarkien en honor d'Ewart Albert "David" Vincent (1919-2012, lector en mineralogia en el Durham College i a la Universitat d'Oxford (Anglaterra) i chairman de Geologia a la Universitat de Manchester.

## Característiques
La vincentita és un sulfur de fórmula química Pd₃As, que va ser aprovat per l'Associació Mineralògica Internacional l'any 1973. Cristal·litza en el sistema tetragonal. Es troba en forma de grans de fins a 2 mil·límetres, i com a inclusions en tetraedrita. La seva duresa a l'escala de Mohs és 5.
Segons la classificació de Nickel-Strunz, la vincentita pertany a «02.AC: Aliatges de metal·loides amb PGE» juntament amb els següents minerals: atheneïta, arsenopal·ladinita, mertieïta-II, stillwaterita, isomertieïta, mertieïta-I, miessiïta, palarstanur, estibiopal·ladinita, menshikovita, majakita, pal·ladoarsenur, pal·ladobismutarsenur, pal·ladodimita, rodarsenur, naldrettita, polkanovita, genkinita, ungavaïta, polarita, borishanskiïta, froodita i iridarsenita.

## Formació i jaciments
Va ser descoberta l'any 1973 a Riam Kanan a Kalimantan del Sud (Kalimantan, Indonèsia), i se n'ha descrit en altres indrets de l'Àsia, Europa i Àfrica. Es troba en dipòsits de pirita, en dipòsits de pòrfirs de coure amb altres sulfurs que contenen estany, i en dipòsits epitermals polimetàl·lics. Sol trobar-se associada a altres minerals com: pirita, calcopirita, colusita, estannita, estannoidita, mawsonita, bornita, enargita, famatinita, tetraedrita–tennantita, quars i barita.